# Bernd Pischetsrieder
Bernd Pischetsrieder (Munique, 15 de fevereiro de 1948) é um engenheiro alemão.
Foi CEO da Volkswagen AG, entre 2002 e 2006, após ter iniciado sua carreira na BMW, entre 1993 e 1994.